# Ugolino Gonzaga
Ugolino Gonzaga (Mantova, 1320 – Mantova, 14 ottobre 1362) è stato un condottiero italiano.

## Biografia
Era figlio di Guido Gonzaga, secondo Capitano del Popolo di Mantova e di Beatrice di Bar.
Governò la città di Mantova assieme al padre e ai fratelli Francesco e Ludovico dal 1360 al 1362.
Dotato di grandi capacità soprattutto in campo diplomatico, era destinato a succedere al padre.
I suoi tre matrimoni furono impostati per mantenere le alleanze con i potenti del tempo:
nel 1340 sposò Verde della Scala, sorella di Mastino II, ma la moglie morì nello stesso anno. Quindi sposò Emilia della Gherardesca, potente famiglia toscana, che morì nel 1349. Fu consigliato quindi di stringere alleanza con i Visconti di Milano, sposando nel 1358 Caterina Visconti, figlia di Matteo II Visconti e nipote di Bernabò. L'alleanza, che durò sino agli inizi del XVI secolo, portò i Gonzaga a fianco dei Visconti nelle guerre in Toscana nel 1342 e nel 1343 contro gli Scaligeri. Ebbe una relazione illecita con Isabella Fieschi, moglie di Luchino Visconti.
La Repubblica di Venezia, che male sopportava il legame dei Gonzaga con i signori di Milano, portò alla congiura che, nel 1362, sfociò nell'assassinio di Ugolino ad opera dei fratelli Francesco e Ludovico, grazie all'appoggio dei Castelbarco, amici dei veneziani.
Venne sepolto nella cattedrale di san Pietro a Mantova.

## Discendenza
Dal matrimonio con Emilia della Gherardesca nacque una figlia:
- Teodora (m.1365), che sposò Federico II da Montefeltro, conte di Urbino.

Dall'unione con Caterina Visconti, figlia di Matteo II Visconti, nacque un figlio:
- Bernabò (?-1368)[4]

Ebbe anche un figlio naturale, Federico.

## Ascendenza
|                   |                   |                                       | Genitori                |  |  | Nonni |  |  | Bisnonni      |  |  | Trisnonni       |  |
|                   |                   |                                       |                         |  |  |       |  |  | Guido Corradi |  |  | Antonio Corradi |  |
|                   |                   |                                       |                         |  |  |       |  |  | Guido Corradi |  |  | Antonio Corradi |  |
|                   |                   | Richilde Pedroni                      |                         |  |  |       |  |  | Guido Corradi |  |  |                 |  |
| Luigi I Gonzaga   |                   |                                       |                         |  |  |       |  |  | Guido Corradi |  |  |                 |  |
|                   |                   | Estrambina di San Martino             | …                       |  |  |       |  |  |               |  |  |                 |  |
|                   |                   | Estrambina di San Martino             | …                       |  |  |       |  |  |               |  |  |                 |  |
|                   |                   | Estrambina di San Martino             | …                       |  |  |       |  |  |               |  |  |                 |  |
| Guido Gonzaga     |                   | Estrambina di San Martino             |                         |  |  |       |  |  |               |  |  |                 |  |
|                   |                   | Ramberto Ramberti                     | …                       |  |  |       |  |  |               |  |  |                 |  |
|                   |                   | Ramberto Ramberti                     | …                       |  |  |       |  |  |               |  |  |                 |  |
|                   |                   | Ramberto Ramberti                     | …                       |  |  |       |  |  |               |  |  |                 |  |
| Richilda Ramberti |                   | Ramberto Ramberti                     |                         |  |  |       |  |  |               |  |  |                 |  |
|                   |                   | Margherita di Almerico dei Lavellongo | …                       |  |  |       |  |  |               |  |  |                 |  |
|                   |                   | Margherita di Almerico dei Lavellongo | …                       |  |  |       |  |  |               |  |  |                 |  |
|                   |                   | Margherita di Almerico dei Lavellongo | …                       |  |  |       |  |  |               |  |  |                 |  |
| Ugolino Gonzaga   |                   | Margherita di Almerico dei Lavellongo |                         |  |  |       |  |  |               |  |  |                 |  |
|                   | Enrico III di Bar | Tebaldo II di Bar                     |                         |  |  |       |  |  |               |  |  |                 |  |
|                   | Enrico III di Bar | Tebaldo II di Bar                     |                         |  |  |       |  |  |               |  |  |                 |  |
|                   | Enrico III di Bar | Giovanna di Toucy                     |                         |  |  |       |  |  |               |  |  |                 |  |
| Edoardo I di Bar  | Enrico III di Bar |                                       |                         |  |  |       |  |  |               |  |  |                 |  |
|                   |                   | Eleonora d'Inghilterra                | Edoardo I d'Inghilterra |  |  |       |  |  |               |  |  |                 |  |
|                   |                   | Eleonora d'Inghilterra                | Edoardo I d'Inghilterra |  |  |       |  |  |               |  |  |                 |  |
|                   |                   | Eleonora d'Inghilterra                | Eleonora di Castiglia   |  |  |       |  |  |               |  |  |                 |  |
| Beatrice di Bar   |                   | Eleonora d'Inghilterra                |                         |  |  |       |  |  |               |  |  |                 |  |
|                   |                   | Roberto II di Borgogna                | Ugo IV di Borgogna      |  |  |       |  |  |               |  |  |                 |  |
|                   |                   | Roberto II di Borgogna                | Ugo IV di Borgogna      |  |  |       |  |  |               |  |  |                 |  |
|                   |                   | Roberto II di Borgogna                | Yolanda di Dreux        |  |  |       |  |  |               |  |  |                 |  |
| Maria di Borgogna |                   | Roberto II di Borgogna                |                         |  |  |       |  |  |               |  |  |                 |  |
|                   |                   | Agnese di Francia                     | Luigi IX di Francia     |  |  |       |  |  |               |  |  |                 |  |
|                   |                   | Agnese di Francia                     | Luigi IX di Francia     |  |  |       |  |  |               |  |  |                 |  |
|                   |                   | Agnese di Francia                     | Margherita di Provenza  |  |  |       |  |  |               |  |  |                 |  |
|                   |                   | Agnese di Francia                     |                         |  |  |       |  |  |               |  |  |                 |  |